# 橘芹那
橘 芹那（たちばな せりな）は、日本のニューハーフAV女優。足のサイズ25cm。

## 略歴
- 2012年1月、『絶世の美少女装子デビュー 男の娘？ニューハーフ？それとも美少年？ 橘芹那』（MOODYZ）。
- 2014年9月、『最高級女装娘 FINAL BOMBER!! 最後の1日 撃沈！ポルチオ達磨アクメ 橘芹那』（MOTHERS ENTERTAINMENT PICTURES）でAV引退。
- 2015年5月、『絶世の美女ニューハーフになって再デビュー 橘芹那』(MOODYZ)でAV再デビュー。
- 2015年7月、kmpのレーベル「僕たち男の娘」の専属女優となり、『超美系ニューハーフの巨大ペニクリ媚薬漬け 橘芹那』をリリース。
- 2016年、AV OPEN 2016 のマニアック・フェチ部門に『夢の競演！一泊二日のフル勃起ニューハーフ温泉 橘芹那 荒木レナ』（僕たち男の娘）がエントリー、併せて女優部門に、ニューハーフで唯一ノミネートされた。
- 2018年、ニューハーフファン主催の今年一番のニューハーフ美女を決めるニューハーフクイーンオブクイーンコンテスト2018で優勝する。
- 2019年6月7日放送のTOKYOMX「5時に夢中！」の夕刊ベスト8で夕刊フジの最新AV紙上試写会の記事「ハミペニ」が第一位に選ばれる。
- 2020年3月、『僕たち男の娘卒業記念 媚薬で射精し納め大量連続発射に大量ブッカケ 橘芹那』で僕たち男の娘専属女優を卒業しAV休業。
- 2021年2月、セレブの友グループのニューハーフレーベルTRANSCLUBの専属女優になり、『幼馴染はニューハーフ！何度も何度も互いのアナルを愛し合いお互い射精しまくりSEX3 橘芹那』をリリース。人気イケメン男優の向理来と共演作品。7月の2作同時発売『「ニューハーフ」×「オトコノ娘」三姉妹のペニクリ錬金術！ペニクリ大好きな男に巨大ペニクリで舐めて舐められ大量射精！』、『橘芹那を痴女るwith波多野結衣・望月あやか！！ ニューハーフ橘芹那をレジェンド女優の波多野結衣と望月あやかが痴女りまくるドキュメント作品！』で専属女優を卒業する。
- 2021年12月31日～2022年1月3日の4日間連続でデビュー10周年記念グラビア写真集（ひばりこれくしょん／QH映像）を4冊発売する。
- ヒカルチャンネルで相馬トランジスタが1番好きなAV女優として紹介する。NextStageとニューハーフ5人のデート企画でコラボ出演する。
- 2023年1月25日～Excelia Promotion所属になりAV活動再開[1]。年内で事務所を退所し2024年～フリーで活動する。
- 三人麻雀競技団体ザンリーグに裏アカ女子3人チームSACCU+BASS(サキュバス)のメンバーとして企業リーグ2024に参戦する。
- 2025年1月22日～アダルトファンクラブMyfansを開設する。

## アダルトビデオ
2012年
- 絶世の美少女装子デビュー 男の娘？ニューハーフ？それとも美少年？ 橘芹那（MOODYZ、2012年1月13日）
- 女装美少年傑作選 (BSET-001)（美少年出版社、2012年1月31日）
- オトコノコのようなオンナノコ？ オンナノコのようなオトコノコ？ 橘芹那（ピーターズMAX、2012年2月20日）
- 女子高生は男の娘。橘芹那 みづなれい（MOODYZ、2012年3月13日）
- 超美男子で超美少女な女の子（ピーターズMAX、2012年8月20日）
- 女装美少年 アナルとろまん開発 橘芹那（美少年出版社、2012年8月31日）
- 射精直前の気持ち良いピストン103連発 2（MOODYZ、2012年9月1日）
- Premium channel vol.14 HIROKI（GET-film、2012年9月7日）
- 絶世の美少女装子派遣します。橘芹那（MOODYZ、2012年11月1日）
- 美少年 男の娘 本番 橘芹那（ダビンチ、2012年11月25日）
- with ニューハーフ～イケメンがニューハーフとマジSEXしちゃいました♂♀～（GET-film、2012年12月7日）
- 女装おと娘コスプレ 橘芹那（TMA、2012年12月21日）
- 男の娘♥レズビアン 橘芹那×翔子（美少年出版社、2012年12月31日）

2013年
- リアル女装娘 橘芹那（女装っ娘倶楽部/妄想族、2013年1月25日）
- 超絶カワイイ“男の娘”女々美少年 橘芹那（メンズキャンプ、2013年4月12日）
- 女装おと娘アイドル ♯4 橘芹那・佐倉ゆうき（TMA、2013年4月16日）
- 絶世の美女装子のハミ出し巨大ペニクリ 橘芹那（MOODYZ、2013年5月1日）
- Very Best of MOODYZ 2012 下半期傑作選！（MOODYZ、2013年5月13日）
- 進化を遂げる女装美男子 橘芹那 天性のエロスで見せるアナル&チンポエクスタシー（メーテルホルモン、2013年5月24日）
- 女装おと娘 アイドル3P おと娘×女×おと娘 ひかり×橘芹那×榊なち（TMA、2013年6月21日）
- 絶世の美少女装子 ザーメン搾りとチン潮噴射アクメ 橘芹那（CORE、2013年7月1日）
- 女装美少年傑作選02 (BSET-002)（美少年出版社、2013年7月10日）
- Shemale Japan vol.3（shemale japan、2013年9月18日）
- 並みのナンパ師ではとても落とせない極上娘が次々陥落！ アイドル男の娘 橘芹那の素人レズナンパ（アイエナジー、2013年9月19日）
- 生撮り女装・美男子EX ミニスカ女装子ポリス 橘芹那（美男舎、2013年9月25日）
- 絶世の美女装子の6つのコスチュームでびんびんドライオーガズム 橘芹那（MOODYZ、2013年10月13日）
- 女装おと娘アイドル BEST 4時間（TMA、2013年10月25日）
- 絶世の美女装子の励ましびんびんチアガール？ 橘芹那（MOODYZ、2013年11月25日）
- 夢想女装子 ～アナル性愛 5 橘芹那の巨根ナースでご奉仕しちゃいます!!（美男ステージ/妄想族、2013年11月25日）
- 世界一絶倫な女装子、橘芹那の連続発射セックス（ROOKIE、2013年12月19日）

2014年
- papi the Best（Papillon、2014年1月19日）
- 男の娘おちんちんランド どっぴゅんどっぴゅんが止まらない 4時間BEST（メンズキャップ、2014年2月14日）
- 体は男の子だけど女の子として生きてる 感じやすいペニクリ男の娘 BEST 240分 撮りおろし15分付き！（ピーターズMAX、2014年2月15日）
- カワイイ・綺麗・美人すぎるニューハーフ 16時間（ROOKIE、2014年2月19日）
- 生撮り女装・美男子 美女装ベストセレクト 4時間SP 2（美男舎、2014年3月25日）
- 絶世の美女装子 橘芹那8時間（MOODYZ、2014年5月13日）
- 凌辱女装美男子 2 橘芹那（極上男子、2014年6月25日）
- 最高級女装娘 FINAL BOMBER!! 最後の1日 撃沈！ポルチオ達磨アクメ 橘芹那（MOTHERS ENTERTAINMENT PICTURES、2014年9月1日）
- 男の娘 お●んぽデート 橘芹那（PANDORA、2014年9月5日）

2015年
- 絶世のニューハーフと美女装子 BEST（MOODYZ、2015年2月1日）
- 美しい女装娘の子宮アクメ開発 コンプリート8時間（MOTHERS ENTERTAINMENT PICTURES、2015年4月1日）
- 凌辱女装美男子 4時間BEST（極上男子、2015年4月25日
- 絶世の美女 ニューハーフになって再デビュー 橘芹那（MOODYZ、2015年5月13日）
- 超美系ニューハーフの巨大ペニクリ媚薬漬け 橘芹那（僕たち男の娘、2015年7月24日）
- 超巨根ニューハーフ ペニクリど寸止め 橘芹那（僕たち男の娘、2015年8月28日）
- 超美形ニューハーフ ピタコスで巨根が擦れてパッツパツ 橘芹那（僕たち男の娘、2015年9月25日）
- 巨根ニューハーフが素人宅を突撃訪問 橘芹那（僕たち男の娘、2015年10月23日）
- 夢の共演！こう見えて僕たち男の娘 美人すぎるNHみやび音羽 カワイすぎるNH橘芹那（僕たち男の娘、2015年11月27日）
- オナ禁1ヶ月で全身性感帯になったニューハーフの馬並み発射！ 橘芹那（僕たち男の娘、2015年12月25日）

2016年
- 超巨根ニューハーフ潜入捜査官 橘芹那（僕たち男の娘、2016年1月22日）
- カワイすぎるおとこの娘BEST 2枚組8時間 ～女の子より女らしいおとこの娘～（TMA、2016年1月22日）
- 巨根生保レディのペニクリ枕営業 橘芹那（僕たち男の娘、2016年2月26日）
- 「女装っ娘」美男子集結！！ Part2（極上男子、2016年2月29日）
- イカセ搾精器 橘芹那（僕たち男の娘、2016年3月25日）
- 身動きとれないのにフル勃起しちゃうスケベな私の下半身 橘芹那（僕たち男の娘、2016年4月22日）
- 玉アリ竿アリ風俗フルコース 橘芹那（僕たち男の娘、2015年5月27日）
- 僕たち男の娘 1周年記念 8時間BEST（僕たち男の娘、2016年6月10日）
- 前立腺をガン突きされてミルクだだ漏れトコロテンSEX 橘芹那（僕たち男の娘、2016年6月10日）
- カワイすぎるニューハーフ痴女 橘芹那（僕たち男の娘、2016年7月8日）
- 僕たち男の娘 1周年記念 美しすぎる男の娘たちの発射噴射20連発（僕たち男の娘、2016年8月12日）
- カワイすぎるニューハーフ 橘芹那 ～10回射精すまで終われまてん～（僕たち男の娘、2016年8月12日）
- 夢の競演！一泊二日のフル勃起ニューハーフ温泉 橘芹那 荒木レナ（僕たち男の娘、2016年9月1日）
- 奴隷オークション 橘芹那（僕たち男の娘、2016年10月14日）
- 無限種付SP かわいすぎるニューハーフ 10連続中出し 橘芹那（僕たち男の娘、2016年11月11日）
- かわいすぎるニューハーフJK 橘芹那（僕たち男の娘、2016年12月9日）

2017年
- イカセ搾精器スペシャル 橘芹那（僕たち男の娘、2017年1月13日）
- ニューハーフBEST COLLECTION 4時間（TMA、2017年1月27日）
- ボクの奥さんはフル勃起ニューハーフ 橘芹那（僕たち男の娘、2017年2月10日）
- ねっとりフェラ＆恥ずかしオナニー 橘芹那（KMP VR、2017年2月21日）
- 彼氏とラブラブ中出しSEX 橘芹那（KMP VR、2017年2月21日）
- 媚薬で強制フル勃起！悶絶射精させられた激カワニューハーフ 橘芹那（僕たち男の娘、2017年3月10日）
- 美しすぎて卑猥すぎるハイレグはみチンニューハーフ 橘芹那（僕たち男の娘、2017年4月14日）
- せりニャンニャン 交尾大好きメス猫ニューハーフ 橘芹那（僕たち男の娘、2017年5月12日）
- 僕たち男の娘 2周年記念 8時間BEST（僕たち男の娘、2017年5月12日）
- ペニクリもアナルもトロけちゃうほど気持ちイイSEX 橘芹那 （僕たち男の娘、2017年6月9日）
- お漏らしするほど気持ちよくしてください。橘芹那（僕たち男の娘、2017年7月14日）
- 女装娘のイキリ立ったビンビン巨大勃起ち●ぽを見た男達はチ●ポギ●ギンになって大興奮のSEX三昧！！ 奈々 橘芹那（ツーベース、2017年7月21日）
- カワイすぎるニューハーフ橘芹那の尻マ●コメイド（僕たち男の娘、2017年8月11日）
- 【僕たち男の娘】カリスマ5天王集結 最強4時間SP（僕たち男の娘、2017年8月11日）
- ドM女教師 教え子達に調教されてペニクリフル勃起 橘芹那（僕たち男の娘、2017年9月8日）
- 濃厚ベロチューしながらアナルをガンガン責められたいの…橘芹那（僕たち男の娘、2017年10月13日）
- エロコスぱつぱつフル勃起ニューハーフ 橘芹那（僕たち男の娘、2017年11月10日）
- アナルピクピク通電アクメマッサージ 橘芹那（僕たち男の娘、2017年12月8日）
- 僕たち男の娘100本記念Anniversary！永久保存版8時間BEST（僕たち男の娘、2017年12月8日）

2018年
- 媚薬拘束射精潮吹きおち●ぽイカセ！ 橘芹那（僕たち男の娘、2018年1月12日）
- 近所の綺麗なお姉さんはペニクリついたニューハーフ！橘芹那（僕たち男の娘、2018年2月9日）
- 変態家族に改発された私の恥ずかしいカラダ 橘芹那（僕たち男の娘、2018年3月9日）
- 女体化アナル奴隷 橘芹那（僕たち男の娘、2018年4月13日）
- 100%カワイすぎるニューハーフ橘芹那 4時間BEST（僕たち男の娘、2018年5月25日）
- 35本記念 緊急企画 35発射するまで帰れませんSP 橘芹那（僕たち男の娘、2018年6月8日）
- 僕たち男の娘 3周年記念 8時間BEST（僕たち男の娘、2018年6月8日）
- 媚薬でペニクリ大勃起フェス！ 厳選10人4時間（僕たち男の娘、2018年7月13日）
- 馬用興奮剤を飲まされてカウパー垂れ流すニューハーフ 橘芹那（僕たち男の娘、2018年8月10日）
- 激射精30発！30人！超豪華版 僕たち男の娘祭！！（僕たち男の娘、2018年9月14日）
- 私のお口とケツマ●コにあなたのオチ●ポミルク射精してくれませんか？ 橘芹那（僕たち男の娘、2018年10月12日）
- 身動きとれないカワイイすぎるオチ●ポ娘10人のイカされドっぴゅん4時間BEST（僕たち男の娘、2018年10月12日）
- ニューハーフ＆男の娘。魅惑の勃起フェスティバル8時間（ROOKIE、2018年10月19日）
- ひたすら乳首こねくりまわされフル勃起性交 橘芹那（僕たち男の娘、2018年12月14日）
- 僕たち男の娘S級モデル勢揃い28人8時間スペシャル（僕たち男の娘、2018年12月14日）

2019年
- 橘芹那のはしご酒！フル勃起ほろ酔い濃厚セックス（僕たち男の娘、2019年2月8日）
- 橘芹那の極上テクニック我慢出来たら生中出し！我慢出来なかったら逆アナル！ 橘芹那（僕たち男の娘、2019年4月12日）
- ペニ筋くっきり！超美形ニューハーフピタっとコスプレ240分BEST ～異様な膨らみがたまらない～（僕たち男の娘、2019年4月12日）
- 貞操帯で限界ギリギリまでオナ禁させたら全員発狂しながら大量射精してイキ狂う！12人8時間（僕たち男の娘、2019年5月17日）
- 大きすぎてハミペニしちゃった 橘芹那（僕たち男の娘、2019年6月14日）
- 夢の共演 こう見えて私たち付いてます 超豪華版4時間スペシャル（僕たち男の娘、2019年7月12日）
- 催眠術で全身が亀頭状態の超敏感体質に変えられちゃったニューハーフ 橘芹那（僕たち男の娘、2019年8月9日）
- 僕たち男の娘 4周年記念 平成を代表する美しすぎる男の娘たち30人8時間スペシャル（僕たち男の娘、2019年8月9日）
- 玩具責めでイキまくり悶えまくりの大量射精 27人240分（僕たち男の娘、2019年9月13日）
- ドピュ！！ドピュ！！美人ニューハーフのケツマ○コに絶頂中出し！濃厚ザーメン大量発射！13人480分（僕たち男の娘、2019年10月11日）
- 菊門覚醒！ド淫乱ペニクリフル勃起FUCK！ 橘芹那（僕たち男の娘、2019年11月8日）
- 超密着！僕たち男の娘。二人っきりの濃厚ハメ撮り7人240分（僕たち男の娘、2019年11月8日）
- 僕たち男の娘 2016～2019 厳選！超豪華版！ ベストオブヒッツ男の娘！20人8時間！（僕たち男の娘、2019年12月13日）

2020年
- スナックのママがまさかのニューハーフ!? スナック芹那フル勃起OPEN! 橘芹那（僕たち男の娘、2020年1月17日）
- ぱつぱつでフル勃起くっきり!ニューハーフエロコスSEX 7人240分（僕たち男の娘、2020年1月17日）
- 美しすぎるニューハーフ6人240分 ～10回射精すまで終われまてん～ BEST！（僕たち男の娘、2020年2月14日）
- 僕たち男の娘卒業記念 媚薬で射精し納め大量連続発射に大量ブッカケ 橘芹那（僕たち男の娘、2020年3月13日）
- 街角ニューハーフナンパ! ナンパした子がまさかのニューハーフ!?けど可愛いからそのままハメちゃいました。5人240分（僕たち男の娘、2020年3月13日）
- 絶世の美女ニューハーフ伝説 橘芹那 480分（僕たち男の娘、2020年5月15日）
- ニューハーフ界のカリスマ 橘芹那 凌●的フル勃起 BEST 8時間（僕たち男の娘、2020年6月12日）
- 僕たち男の娘 5周年記念 8時間BEST（僕たち男の娘、2020年7月24日）
- 身動きとれないのにフル勃起しちゃうスケベなドM男の娘 7人240分（僕たち男の娘、2020年8月14日）
- かわいすぎるニューハーフJ●アナルセックス 7人240分（僕たち男の娘、2020年10月9日）
- 幼稚園懇親会 ママ友がパパ友で 橘芹那（HYBRID映像/妄想族、2020年11月25日）
- フル勃起シーン厳選！17名の美しすぎる男の娘4時間特集（僕たち男の娘、2020年11月27日）
- 僕たち男の娘 2017～2020 厳選！超豪華版！ビンビンおち○ぽ娘大集合！20人8時間！（僕たち男の娘、2020年12月11日）
- 逆ナンパ連れ込みセックス盗撮 オチンチンついてますけど何か問題でも？ こまち（27歳）はる（22歳）さき（31歳）せりな（25歳）（HYBRID映像/妄想族、2020年12月25日）

2021年
- 幼馴染はニューハーフ！何度も何度も互いのアナルを愛し合いお互い射精しまくりSEX3 橘芹那）（TRANSCLUB、2021年2月25日）
- 女性よりも女性らしい美しすぎるニューハーフ8人240分！（僕たち男の娘、2021年2月26日）
- 素人オトコノ娘がアナルマ○コの快楽に溺れる初めてのニューハーフレズビアンSEX！（TRANSCLUB、2021年3月25日）
- 行列の絶えないニューハーフ＆オトコノ娘専門性感オイルマッサージ店（SHEMALE a la carte、2021年3月25日）
- 前立腺をガン突きされてミルクだだ漏れ120％トコロテンSEX　7人240分（僕たち男の娘、2021年4月9日）
- ニューハーフ女優・橘芹那があまりにも可愛いからスタッフ全員で犯してみた件（TRANSCLUB、2021年4月25日）
- ニューハーフ姉妹愛～華麗なる妹攻め橘芹那と淫乱ペニクリ星越かなめ～（TRANSCLUB、2021年5月25日）
- ぺニクリフル勃起女教師 5時間スペシャル（僕たち男の娘、2021年6月13日）- 荒木レナ、ゆきのあかり
- 『竿と竿と竿』刺しつ刺されつシゴイて射精！大量の精子が飛び交うNH×オトコノ娘レズ模様・橘芹那、星越かなめ、一ノ瀬のえる（TRANSCLUB、2021年6月25日）
- オトコの娘×男 ボクタチの愛とからだのつながりはアナルSEXII アナル肛門ペニス肉棒結合映像集（HYBRID映像/妄想族、2021年6月25日）
- カラダの自由を奪われても尚フル勃起しちゃうスケベな男の娘 5時間カラダの自由を奪われても尚フル勃起しちゃうスケベな男の娘 5時間（僕たち男の娘、2021年7月25日）
- 「ニューハーフ」×「オトコノ娘」三姉妹のペニクリ錬金術！ペニクリ大好きな男に巨大ペニクリで舐めて舐められ大量射精！（TRANSCLUB、2021年7月25日）
- 橘芹那を痴女るwith波多野結衣・望月あやか！！ ニューハーフ橘芹那をレジェンド女優の波多野結衣と望月あやかが痴女りまくるドキュメント作品！（TRANSCLUB、2021年7月25日）
- 久しぶりに実家に帰ったら弟がニューハーフになっていた！～弟の巨大ペニクリを見て思わずくわえてしまった兄！（SHEMALE a la carte、2021年8月25日）
- 波多野結衣と望月あやかが痴女る！（NH版）with 橘芹那 数多の男たちを絶頂させてきた淫乱女優二人が精子枯れ果てるまでNHを責めまくる！（セレブの友2021年8月25日）
- 僕たち男の娘オチンチン祭り2021 20人8時間！（僕たち男の娘、2021年12月14日）
- ニューハーフ＆オトコノ娘！特別未公開蔵出し作品！～今回限りの特別作品で大量のペニクリSEXをお届け！（TRANSCLUB、2021年12月28日）

2022年
- ニューハーフが発射する射精シーンがあるセックス・8時間いいとこ取りSPECIAL！2（SHEMALE a la carte、2022年1月25日）
- 【VR】僕の精子を奪い合うニューハーフWヘルス（ナチュラルハイ、2022年6月10日）
- 射精し合うニューハーフ達のペニクリレズビアンSEX！8時間（SHEMALE a la carte、2022年6月28日）
- トランスクラブ謹製 ペニクリ射精ハイパーベスト 橘芹那～レズビアンSEXバージョン（TRANSCLUB、2022年9月27日）
- 絶頂ペニクリ射精し合う『ニューハーフ＆オトコの娘』たちの豪華ケツマ○コ～レズビアンSEX～BOX8枚組21時間04分（TRANSCLUB、2022年10月25日）
- 僕たち男の娘超ぺニクリ娘祭り2022 20人8時間！（僕たち男の娘、2022年12月27日）

2023年
- トランスクラブ謹製 ペニクリ射精ハイパーベスト 橘芹那 2 ～爆射精SEXバージョン（TRANSCLUB、2023年1月24日）
- 放課後はオトコノ娘 ついに登場！！レジャンドオトコノ娘！！ファン喰い極上SEX 芹那（PETSHOP/妄想族、2023年7月25日）
- 私こう見えてオチンチンついてます。 橘芹那（僕たち男の娘、2023年10月10日）
- 望月あやか2枚組ハイパーベスト2 7時間52分（セレブの友、2023年10月10日）
- ニューハーフレズビアン ～巨チンニューハーフとドスケベ痴女～（U&K、2023年10月17日）
- 夢の競演！こう見えて僕たち男の娘 カワイすぎる香椎つむぎ×美人すぎる橘芹那（僕たち男の娘、2023年11月14日）
- Wニューハーフおち●ぽ挟み撃ち超ハーレム乱痴気！ ニューハーフ逆3PSEX！ 一ノ瀬ラム/橘芹那（グローリークエスト、2023年11月28日）

## 出演

### テレビ・ウェブ番組
- なるほど！ハイスクール（日本テレビ、2012年1月26日）- Miliah名義
- あたしら！カーマ協同組合（TBS、2012年7月12日）
- 桜塚やっくんのニコ生放送☆初の公開収録☆男子と男子のエイズ感染予防キャンペーンSP（ニコニコ生放送、2012年10月15日）
- MOODYZ presents ムームーTV（ニコニコ生放送、2012年10月27日）
- AKB48vs芸能人家族48vsおネエ48 気になる裏側生態調査SP（日本テレビ、2013年1月3日）- ミリア名義
- 【TMA】橘芹那とマル秘トーク（ニコニコ生放送、2013年5月13日）
- 橘芹那【TMA】「第7回限界ギリギリ裸の合同面接」（ニコニコ生放送、2013年5月14日）
- オンナの噂研究所 第161話 キスをするだけで人は恋に落ちるのか? 禁断編（BeeTV、2014年）- セリナ名義
- 家、ついて行ってイイですか？（テレビ東京、2016年2月13日）
- ダラケ！〜お金を払ってでも見たいクイズ〜（BSスカパー！、2016年4月13日）
- エスエス新宿スタイル（TOKYO MX、2016年12月31日）
- Midnight女子会Z #8（BSスカパー！、2017年10月26日）
- Midnight女子会Z #20（BSスカパー！、2018年4月26日）
- 全日本女子パリピ選手権 芸能界からも元48が電撃参戦！選手全公開＆オッズ発表SP（AbemaTV、2018年5月6日）
- 【MC田村淳】全日本女子パリピ選手権~既にネット界隈バズってる！大好評番組復活~（AbemaTV、2018年5月12日）
- エロフェッショナル AV業界の猛者たち 第9回ゲストニューハーフ美女「橘芹那」（ニコニコ生放送、2018年11月26日）
- AV男優しみけんの奥までズブっと語ります 第8回放送（ニコニコ生放送、2019年3月24日）
- バラエティ開拓バラエティ日村がゆく!日村が本気でビビる！本当にあったエロ怖い話第6弾！#104（AbemaTV、2019年7月10日）
- AV男優しみけんの奥までズブっと語ります 第27回放送 男の娘たちとの新年会！（ニコニコ生放送、2020年1月12日）
- ネットで噂のヤバイニュース超真相【第9弾】潜入！ディープ風俗TOKYO2020!! 橋本梨菜がマニアックすぎる風俗店に潜入！（U-NEXT、prime video、DMM.com、ひかりTV、ゲオTV等、2020年5月13日～配信開始）

### ミュージックビデオ
- 美女♂men Vlossom『ミラクル☆ダイエット』（2011年）
- 黒夢『Love Me Do』（2012年）
- シャムキャッツ『マイガール』（2016年）
- The THIRTEEN 『GAMUSHARA』（2017年）

### 写真集
- 魔性美女装子(SANWA MOOK)（2012年6月29日、三和出版）
- せり♡もも（2017年9月23日）桃姫優子とコラボ写真集
- 10年のありがとうを胸に秘めて 橘芹那（2021年12月31日、ひばりこれくしょん／QH映像）
- Happy New せりにゃん！ 橘芹那（2022年1月1日、ひばりこれくしょん／QH映像）
- 橘芹那はまだ見ぬ貴方の夢をみる 橘芹那（2022年1月2日、ひばりこれくしょん／QH映像）
- I’ll be a perfect woman 橘芹那（2022年1月3日、ひばりこれくしょん／QH映像）
- ニューハーフくすぐりSEX 橘芹那（2024年9月12日、男娘／マーキュリー）
- Present for YOU◆ 橘芹那（2024年12月27日、ひばりこれくしょん／QH映像）
- 絢爛華麗×天衣無縫 橘芹那（2025年1月3日、ひばりこれくしょん／QH映像）
- Sooo Cuuuute！！ 橘芹那（2025年1月17日、ひばりこれくしょん／QH映像）
- たべちゃうぞっ◆ 橘芹那（2025年1月24日、ひばりこれくしょん／QH映像）
- Escalier menant a Serina 橘芹那（2025年1月31日、ひばりこれくしょん／QH映像）

### 映画
- 探偵はBARにいる 2 ススキノ大交差点（2013年）※ミリア名義
- 虹色のカフェ（2017年）

### ネット記事
- 南梨央奈、JULIA、明日花キララ…人気セクシー女優の名器が手軽に体感できる…男の夢を実現したおすすめオナホ6選♡ - デラべっぴんR
- 【動画あり】今日は“オカマの日”なのでニューハーフを愛してやまないデラ編が今のおすすめAV女優“四天王”を教えてしんぜましょう！ - デラべっぴんR
- これ全部オトコ！？レベル高すぎ【おすすめニューハーフAV】知らないうちにトンデもないことになってた最近の“男の娘”たち♡ - デラべっぴんR
- 【ほぼ妻ニュース】フェチフェスレポ③～星形のステッキを持った清楚系美女の正体は……～ - ほぼ日刊ほいなめ新聞
- 三代目葵マリーが撮影現場に潜入してオフショット画像大量レポート。男の娘・橘芹那がコスプレでチンコビンビン。 - FANZAニュース
- 【ニューハーフ女優・橘芹那卒業インタビュー！】前編 - デラべっぴんR
- 【ニューハーフ女優・橘芹那卒業インタビュー！】後編 - デラべっぴんR
- 「SMクラブ vsニューハーフヘルス」異次元の快感を知るには、どっちに行く？  - 日刊SPA!